# Psychoda gemella
Psychoda gemella és una espècie d'insecte dípter pertanyent a la família dels psicòdids.

## Descripció
- La femella fa 0,72-0,83 mm de llargària a les antenes, mentre que les ales li mesuren 1,45-1,55 de longitud i 0,50-0,52 d'amplada.
- El mascle no ha estat encara descrit.[2]

## Distribució geogràfica
Es troba a Indonèsia: Papua Occidental.